# Conchoecissa imbricata
Conchoecissa imbricata är en kräftdjursart som först beskrevs av Brady 1880.  Conchoecissa imbricata ingår i släktet Conchoecissa och familjen Halocyprididae. Inga underarter finns listade i Catalogue of Life.